# Cordillera de Talamanca

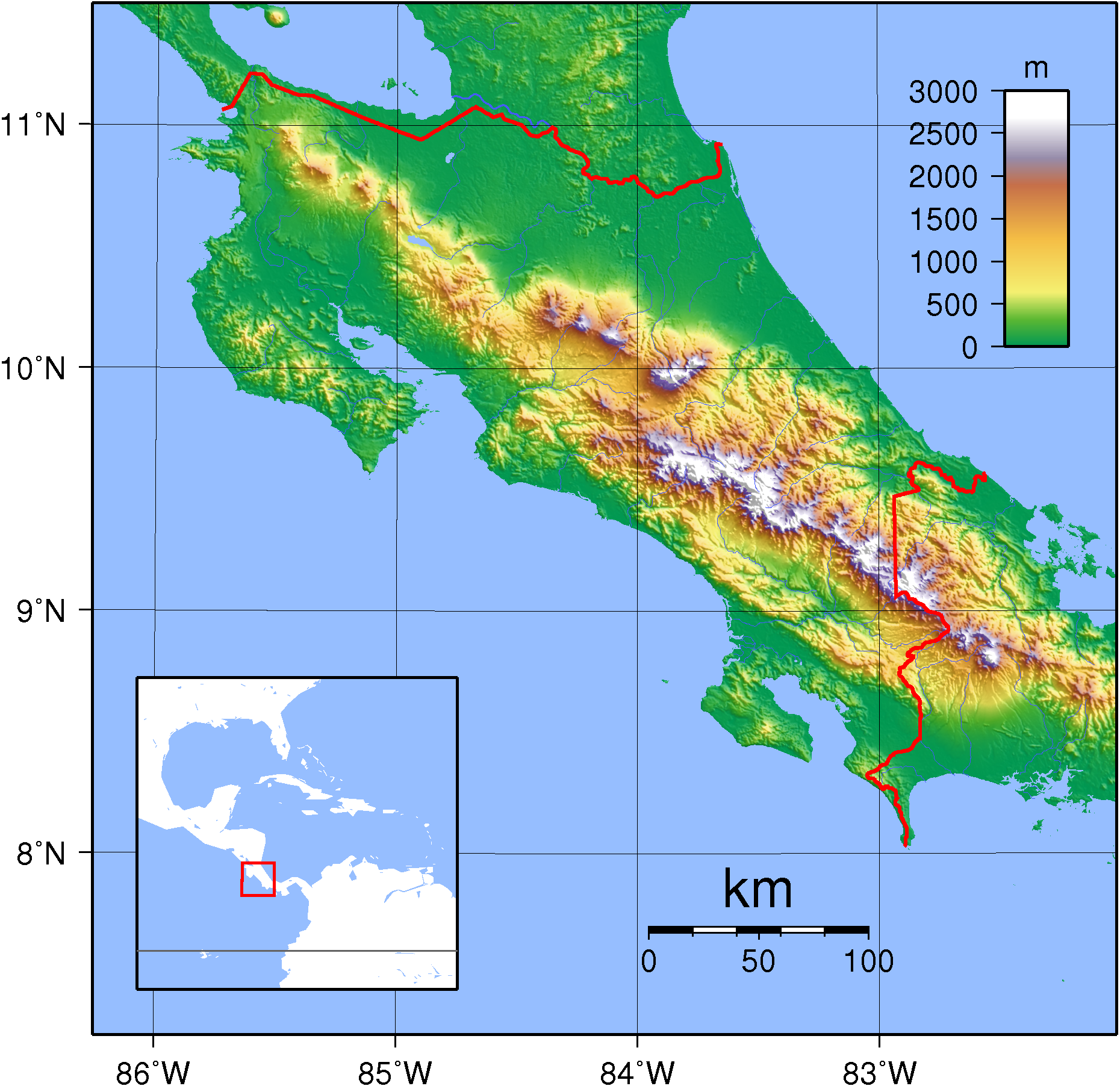
Topografická mapa Kostariky - Cordillera de Talamanca v pravé dolní části obrázku

Cordillera de Talamanca je pohoří nacházející se v jižní části Střední Ameriky na území Kostariky a Panamy. V Panamě je též známé jako Cordillera de Chiriquí nebo Serranía de Tabasará. Táhne se ve směru severozápad-jihovýchod od Centrálního údolí v Kostarice äž k centrální části Panamy. Jedná se o nejvyšší pohoří ve Střední Americe, které nemá vulkanický původ. Vzniklo vyzvednutím mořského dna při podsouvání Kokosové desky pod Karibskou a následnou erozí. Během čtvrtohor se zde rozkládal ledovec. Nejvyšší bod celého pohoří - Cerro Chirripó - je jediná lokalita ve středoamerickém regionu, kde jsou k vidění stopy zalednění.

## Chráněná území

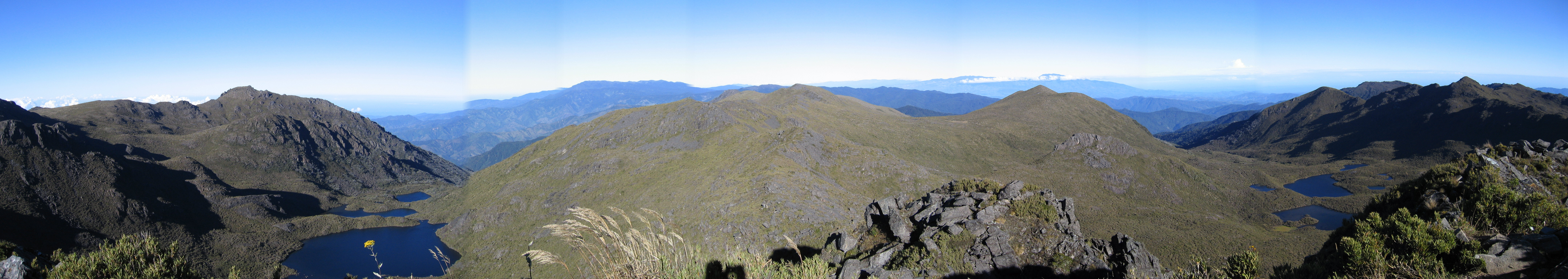
panoramatický snímek z vrcholu Chirripó

Cordillera de Talamanca představuje jeden z nejméně narušených ekosystémů ve Střední Americe. Nacházejí se zde jak nížinné deštné lesy, tak i horské a mlžné. V nejvyšších partiích panuje alpinské klima. V pohoří se nachází několik kostarických i panamských národních parků. Nejrozsáhlejší z nich je mezinárodní park Cordillera Talamanca–La Amistad (kostarická strana) a La Amistad (panamská strana), který je zapsán na seznamu světového dědictví UNESCO a je zároveň i biosférickou rezervací. Je odhadováno, že zde žijí přibližně 4% živočišných druhů celé planety.

## Fotogalerie

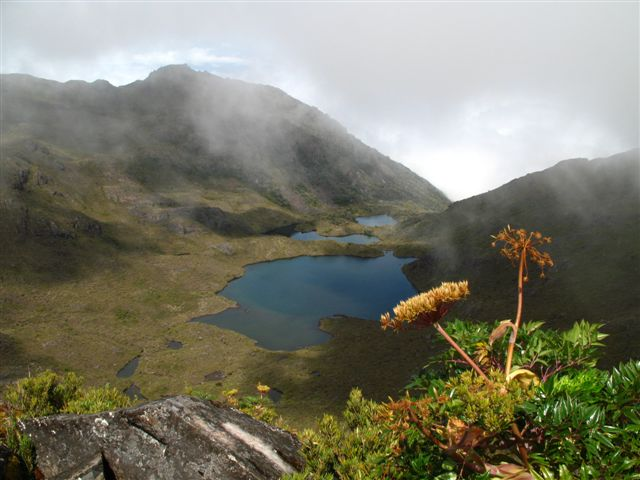
výhled z vrchu Chirripó
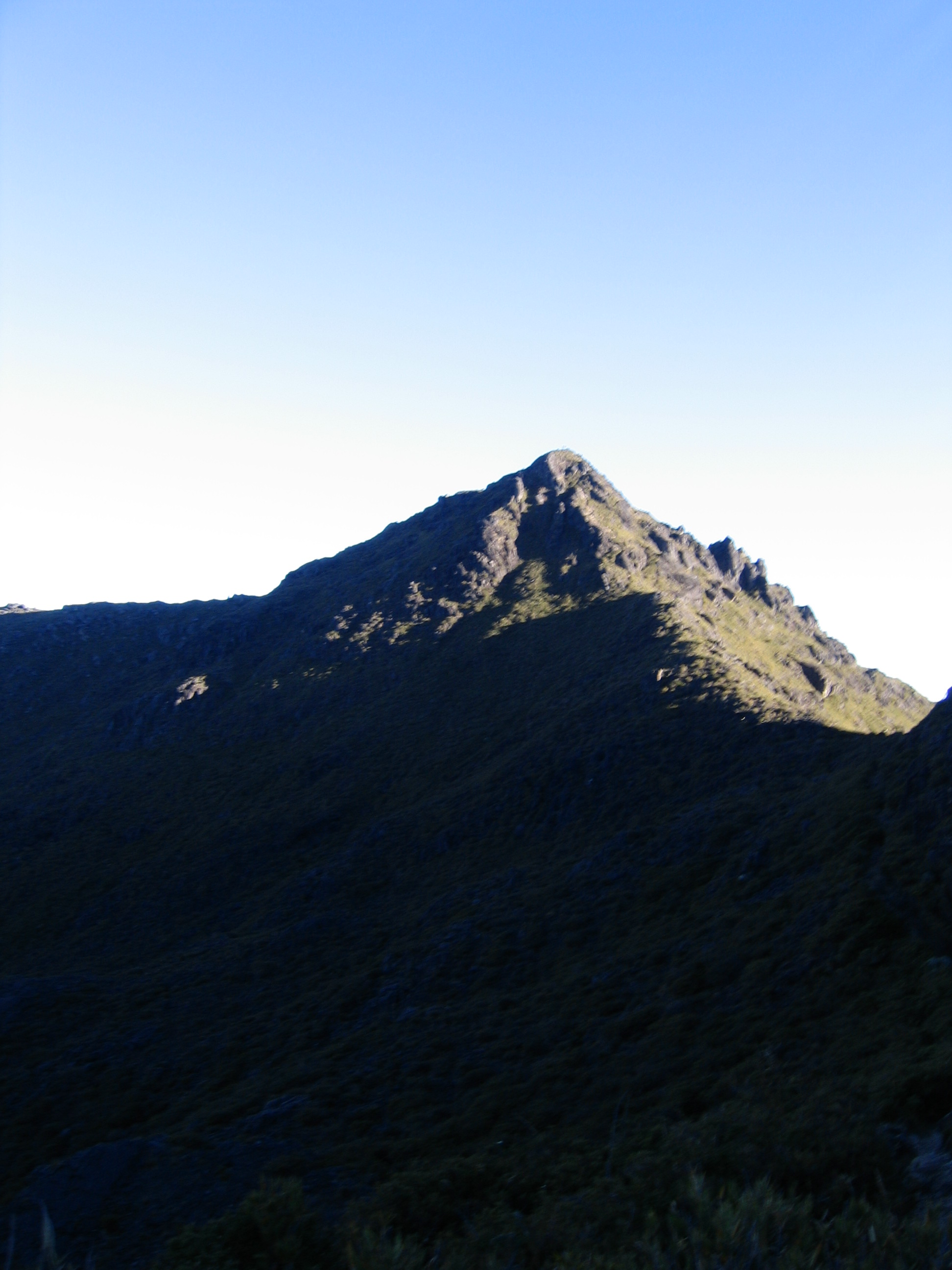
vrchol Chiripó - 3 820 m n. m.
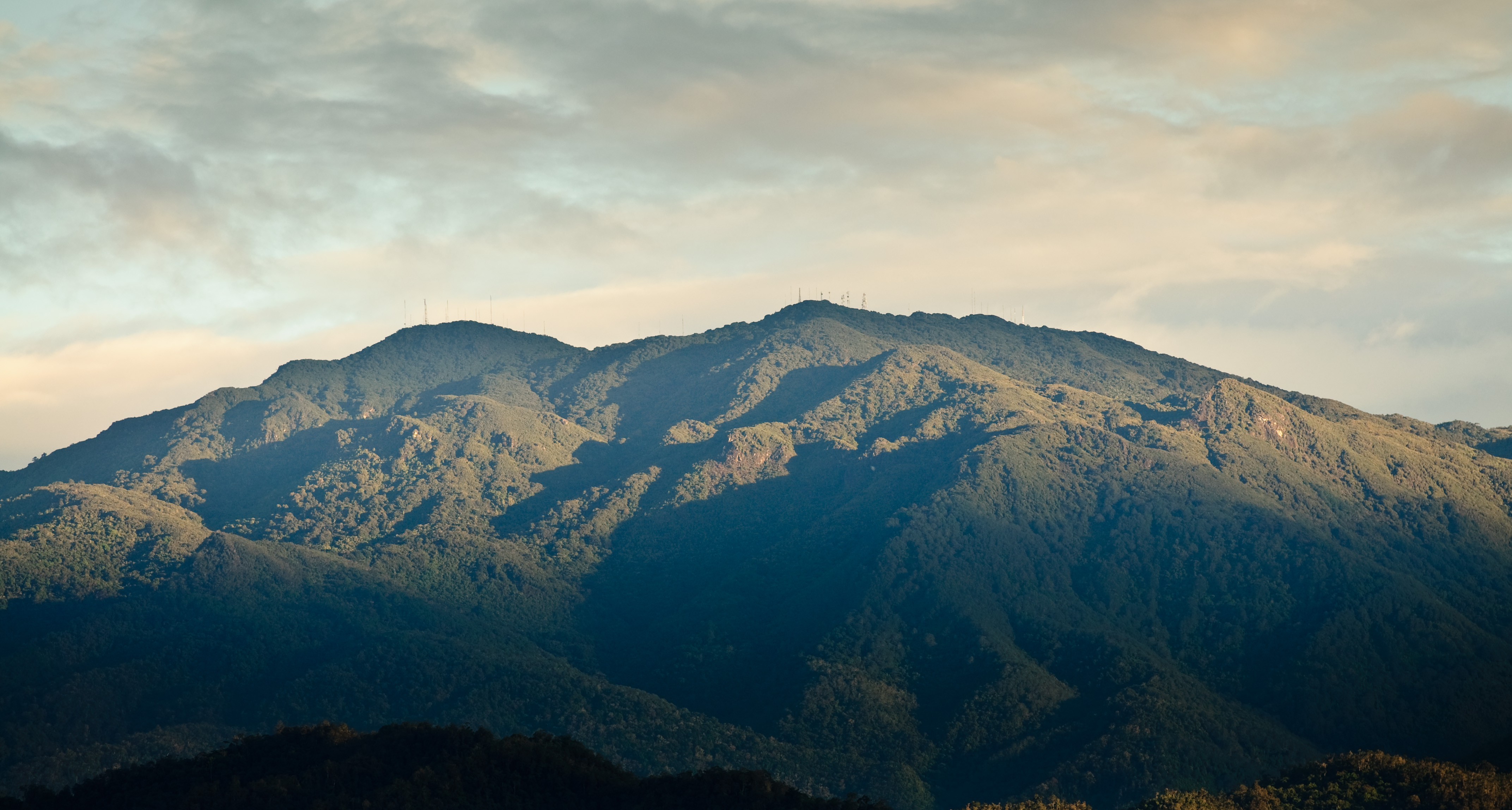
4. nejvyšší vrchol pohoří - Cerro de la muerte
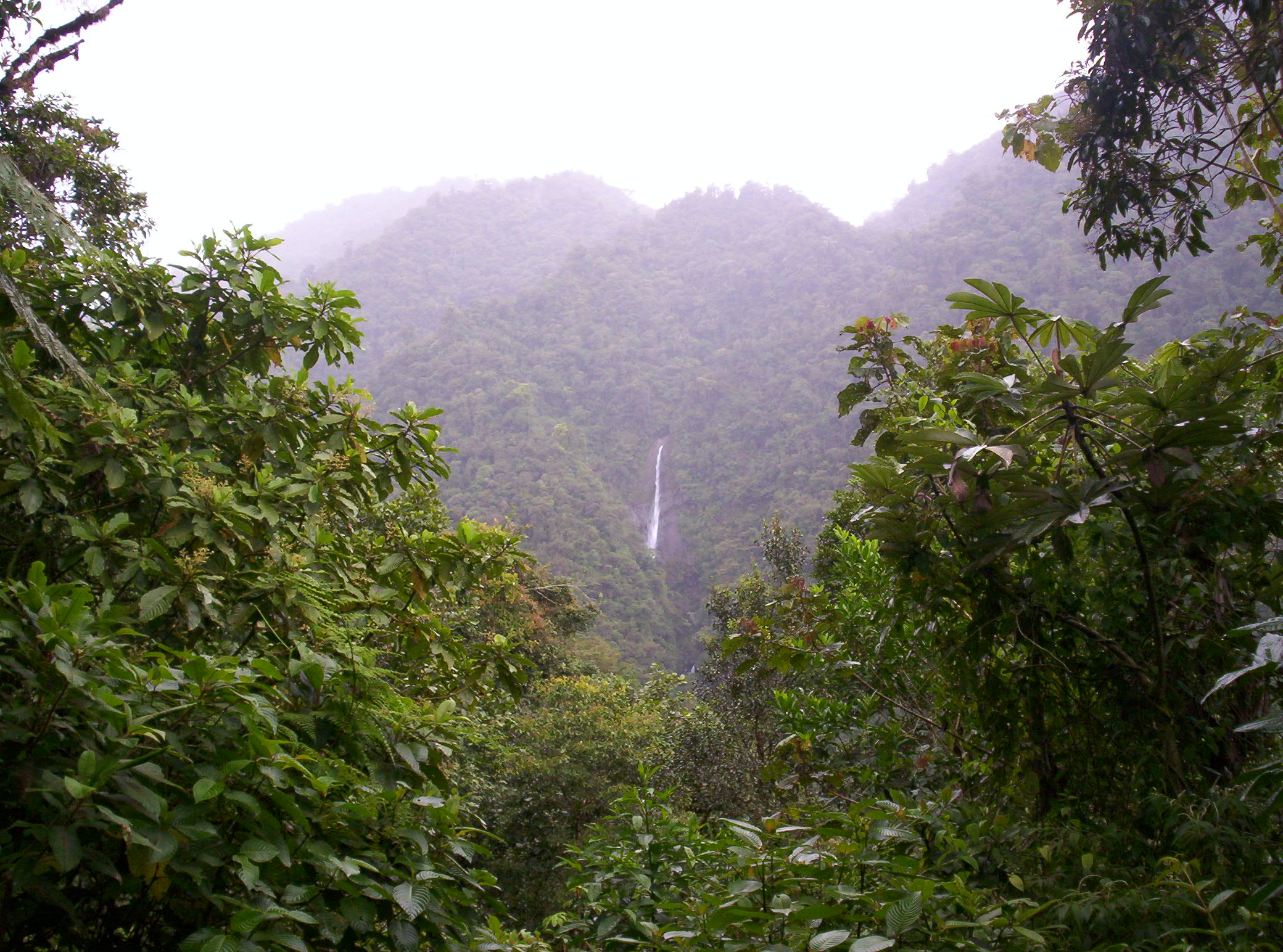
porostlé svahy v národním parku Tapantí